# Agatha Christie
Pour les articles homonymes, voir Christie.
Agatha Christie est une femme de lettres britannique, autrice de nombreux romans policiers, née le 15 septembre 1890 à Torquay et morte le 12 janvier 1976 à Wallingford au Royaume-Uni. Son nom de plume est associé à celui de ses deux héros : Hercule Poirot, détective professionnel belge, et Miss Marple, détective amateur. On surnomme Agatha Christie « la Reine du crime ». En effet, elle est l'une des écrivaines les plus importantes et novatrices du genre policier. Elle a aussi écrit plusieurs romans, dont quelques histoires sentimentales, sous le pseudonyme Mary Westmacott.
Agatha Christie fait partie des écrivaines les plus connues au monde et elle est considérée comme l'autrice la plus lue de l'histoire dans le monde anglophone après William Shakespeare ; c'est aussi de très loin l'autrice la plus traduite dans le monde. Elle a publié 66 romans, 154 nouvelles et 20 pièces de théâtre, ces œuvres ayant été traduites en plusieurs langues. La plupart des intrigues se déroulent à huis clos, ce qui permet au lecteur et à la lectrice d'essayer de deviner l'identité du coupable avant la fin du récit. La saveur de ses histoires réside dans la résolution de l'enquête, souvent improbable, prenant le lecteur ou la lectrice par surprise.
Ses romans et nouvelles ont été adaptés au cinéma, dans des jeux vidéo ou à la télévision, en particulier Le Crime de l'Orient-Express, Ils étaient dix (Dix Petits Nègres), Mort sur le Nil, Le Train de 16 h 50 et Témoin à charge.

## Biographie

### Enfance

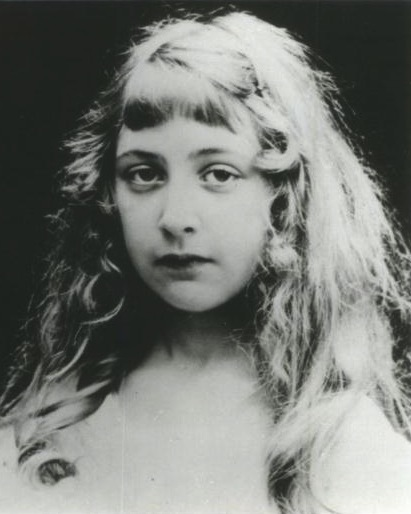
Agatha Miller enfant (date inconnue).

Agatha Mary Clarissa Miller est née le 15 septembre 1890 à Torquay, dans le comté de Devon, d'un père américain courtier, Frederick Alvah Miller, et d'une mère britannique, Clarisse Margaret Boehmer, fille d'un capitaine de l'armée britannique et lointaine cousine par alliance des Miller. Ses parents appartenant à la classe moyenne supérieure donnent naissance à Margaret « Madge » Frary Miller (1879–1950), à Torquay où ils louent une maison, puis à Louis « Monty » Montant Miller (1880–1929), né à New York où la famille s'est installée car Frederick y est pour ses affaires. Clara (abréviation affectueuse du prénom Clarisse) achète une résidence à Torquay, nommée « Ashfield », où naît leur troisième et dernière enfant, Agatha Mary Clarissa,.
Alors que son frère et sa sœur sont placés en pensionnat, ses parents lui offrent une éducation à domicile soignée : sa gouvernante lui apprend l'écriture et son père l'arithmétique, puis c'est essentiellement sa mère qui s'occupe d'elle après la mort de son père survenue lorsqu'elle a onze ans. Cette éducation lui permet d'écrire très tôt des poèmes, des contes et des nouvelles, encouragée par sa mère. Elle nourrit son imagination par des contes et poèmes puisés dans la bibliothèque familiale (notamment ceux de Mary Louisa Molesworth (en), Lewis Carroll et Edward Lear) et l'intérêt de sa mère pour les religions et l'ésotérisme, les enfants de cette dernière pensant qu'elle a le don de lire dans la pensée d'autrui. Enfant enjouée mais timide et solitaire, qui passe beaucoup de temps avec ses animaux, elle raconte qu'un moment fort de son existence est d'avoir joué comme figurante dans une production théâtrale locale de Yeoman of the Guard (en).
En 1897-1898, la famille Miller vient passer six mois à Pau, à l'hôtel Beauséjour. Une jeune gouvernante française, Marie Sigé, est recrutée pour s'occuper de la petite Agatha. Non seulement elle lui fait pratiquer son français, lui léguant pour toujours une petite pointe d'accent du sud-ouest, mais encore elles s'entendent si bien que Marie Sigé suit la famille pendant plusieurs années, à Cauterets, à Paris, puis à Ashfield, en Angleterre,.
En 1902, Agatha est inscrite pour la première fois dans une école à Torquay, la Miss Guyer's Girls School. En 1906, sa mère l'emmène à Paris pour finir ses études dans des maisons d'éducation françaises (chez Mademoiselle Cabernet à Paris, puis aux Marronniers à Auteuil, enfin chez Miss Dryden à Paris qui fait office de Finishing School). Voulant embrasser une carrière d'artiste lyrique, Agatha y étudie notamment le chant et le piano, mais son trac et sa timidité excessive auront raison de ses talents. Aussi, elle regagne Torquay, station balnéaire où viennent se réfugier de nombreux Belges pendant la Première Guerre mondiale. Elle reconnaîtra s'être inspirée, pour son personnage d'Hercule Poirot, plus particulièrement de réfugiés belges vivant dans une paroisse voisine après la Grande Guerre, de même que les paysages de sa région natale ont inspiré de nombreuses intrigues résolues par son détective belge.

### Premiers romans et nouvelles
Sa mère étant tombée malade, elles décident toutes les deux de passer des vacances au Caire au climat plus chaud en 1910. Résidant pendant trois mois au Gezirah Palace Hotel, Agatha — toujours chaperonnée par sa mère — passe surtout son temps à rechercher un futur époux (trouver un époux convenable est important pour cette jeune femme à l'éducation victorienne qui a vaguement un sentiment d’infériorité par rapport à sa grande sœur qui est belle et a épousé James Watts, un homme riche écrivant des livres publiés), aussi montre-t-elle peu d'intérêt pour les visites d'antiquités telles que la Grande Pyramide de Gizeh. De retour en Grande-Bretagne, elle participe à l'écriture et la réalisation de représentations théâtrales amateurs, aidant notamment quelques amies à mettre sur pied une pièce intitulée The Blue Beard of Unhappiness. Elle écrit aussi de la poésie et des compositions de musique dont certaines sont publiées. C'est aussi en 1910, alors qu'elle est clouée au lit par une fièvre, que sa mère lui met d'autorité un carnet dans les mains et lui enjoint d'écrire une histoire : elle rédige ainsi sa première nouvelle The House of Beauty qui a pour thème la folie et le rêve. Elle poursuit l'écriture d'autres nouvelles comme The Call of Wings et The Lonely Petit qui illustrent son intérêt pour le spiritisme et le paranormal qu'elle tient de sa mère. Elle les envoie à de nombreuses revues sous différents pseudonymes, mais tous ses premiers textes sont refusés, alors qu'ils seront tous revus et corrigés par la suite et publiés ultérieurement, parfois sous de nouveaux titres.
Sa sœur, qui lui a fait découvrir les énigmes bien ficelées de Sherlock Holmes et Arsène Lupin, la met depuis longtemps au défi d'écrire un roman policier auquel elle s’attelle alors : le premier d'entre eux, The Lonely Petit dont l'intrigue se passe au Caire. Elle l'envoie à divers éditeurs sous le pseudonyme de « Monosyllaba », mais là encore tous le refusent. Clara suggère alors à sa fille de demander conseil à un ami de la famille, l'écrivain à succès Eden Phillpotts. Il l'encourage à persévérer et la recommande à son agent littéraire, Hughes Massie. Ce dernier, non convaincu par son roman, lui suggère d'en écrire un second.
Après plusieurs mois de « chasse au mari » au cours desquels elle entretient quatre relations successives, elle rencontre au cours d'un bal donné en 1912 par Lord et Lady Clifford à « Chudleigh », le lieutenant Archibald Christie (1889-1962), séduisant aviateur appartenant au Royal Flying Corps. Ils tombent rapidement amoureux et se fiancent. Son fiancé étant sur le point d'être appelé pour la Première Guerre mondiale, elle l'épouse le jour de Noël 1914. Elle conserve le patronyme comme nom de plume.
Durant la Première Guerre mondiale, elle s'engage dans un détachement d'aide volontaire comme infirmière bénévole dans la mairie de Torquay transformée en hôpital de la Croix-Rouge, puis en 1916 comme assistante-chimiste dans une pharmacie d'un hôpital militaire et obtient son diplôme de pharmacienne en avril 1917. La préparation de nombreux remèdes pour les blessés lui permet de se familiariser avec les poisons et autres drogues qui apparaissent dans ses romans. Pendant son temps libre, elle écrit son premier roman policier, La Mystérieuse Affaire de Styles, à la suite d'un pari avec sa sœur. La lecture du Mystère de la chambre jaune, de Gaston Leroux, serait à l'origine de sa vocation. De retour de la guerre, son mari Archibald Christie est promu colonel et affecté au Ministère de l'Armée de l'Air Rising. Le couple s'installe au 5 Northwick Terrace dans le quartier St. John's Wood du centre de Londres. Elle donne naissance à sa fille unique, Rosalind, le 5 août 1919.
Son mari rencontre vite des difficultés financières, aussi voit-elle dans la publication de ses textes un moyen d'augmenter les revenus du couple.
En 1920, elle trouve enfin un éditeur, Bodley Head, qui accepte de publier son premier roman, La Mystérieuse Affaire de Styles, où Hercule Poirot apparaît pour la première fois. Naïve, ayant signé un contrat qui l'engage pour six romans tout en étant mal rétribuée, elle prend un agent, Edmunk Cork, qui le restera pendant toute sa carrière littéraire et la fera publier chez l'éditeur William Collins, Sons. Elle obtient d'abord un succès d'estime par ses nouvelles mais c'est en 1926, avec la publication de son septième roman, Le Meurtre de Roger Ackroyd (8 000 exemplaires, ce qui est un succès de librairie pour l'époque), qu'Agatha Christie devient une des figures majeures du roman policier. Son succès est désormais assuré, grâce aux personnages de Hercule Poirot et de Miss Marple. Ses ouvrages se succèdent ensuite au rythme d'un ou deux par an.

### Disparition

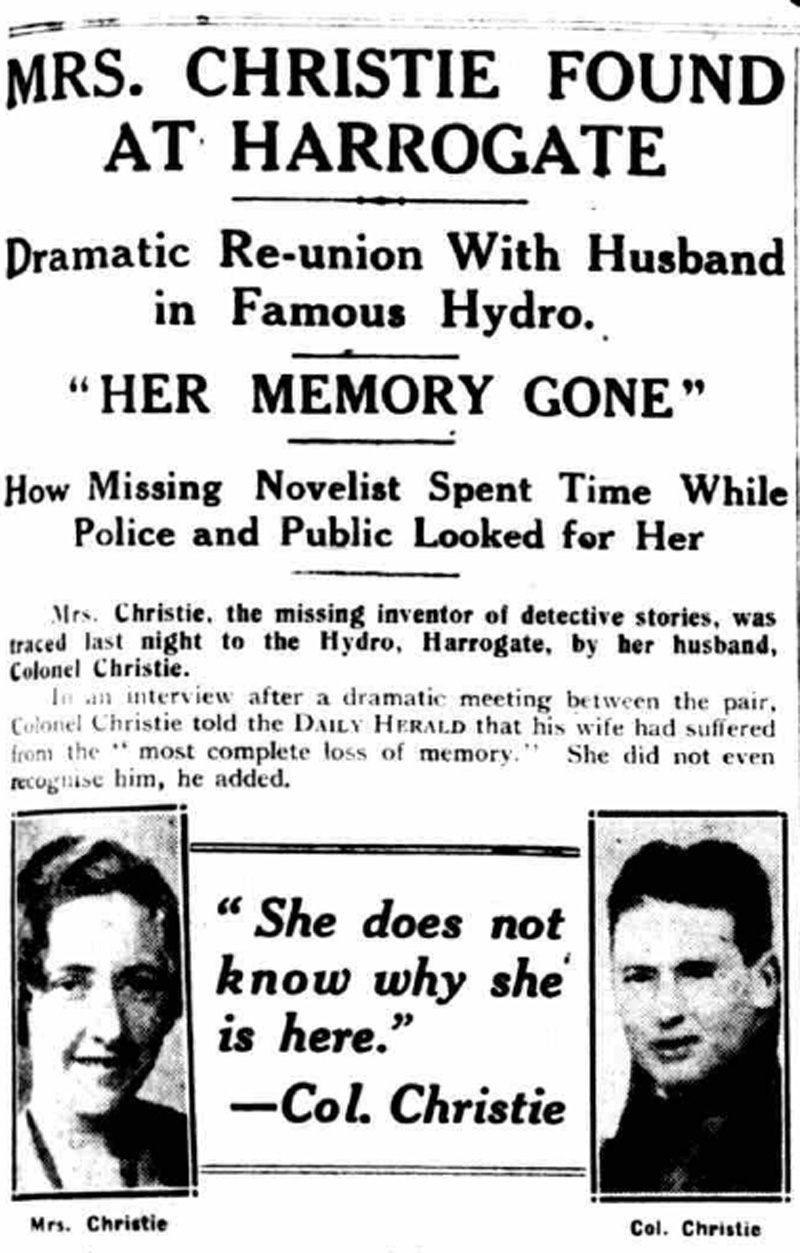
Article relatant la disparition de Christie à Harrogate.

En 1926, sa mère meurt. Simultanément, son mari lui annonce son intention de divorcer. Il avoue avoir une maîtresse, qui est également une collègue avec qui il travaille dans la compagnie d'assurances.
Le 3 décembre 1926, très affectée par la mort de sa mère et l'infidélité de son mari, Agatha Christie disparaît. Le lendemain, la police retrouve sa voiture, une Morris Cowley, abandonnée près de l'étang de Silent Pool. La presse britannique s'empare alors de l'affaire : suicide d'une femme délaissée, meurtre commandité par son époux voulant retrouver sa liberté ou coup de publicité d'une romancière voulant renforcer le succès de ses livres, les hypothèses ne manquent pas. De gigantesques battues sont organisées le mardi 7 et dimanche 12 décembre dans les environs de Newlands Corner (en), 15 000 bénévoles assistent la police dans ses recherches et les journaux promettent une récompense de 100 £.

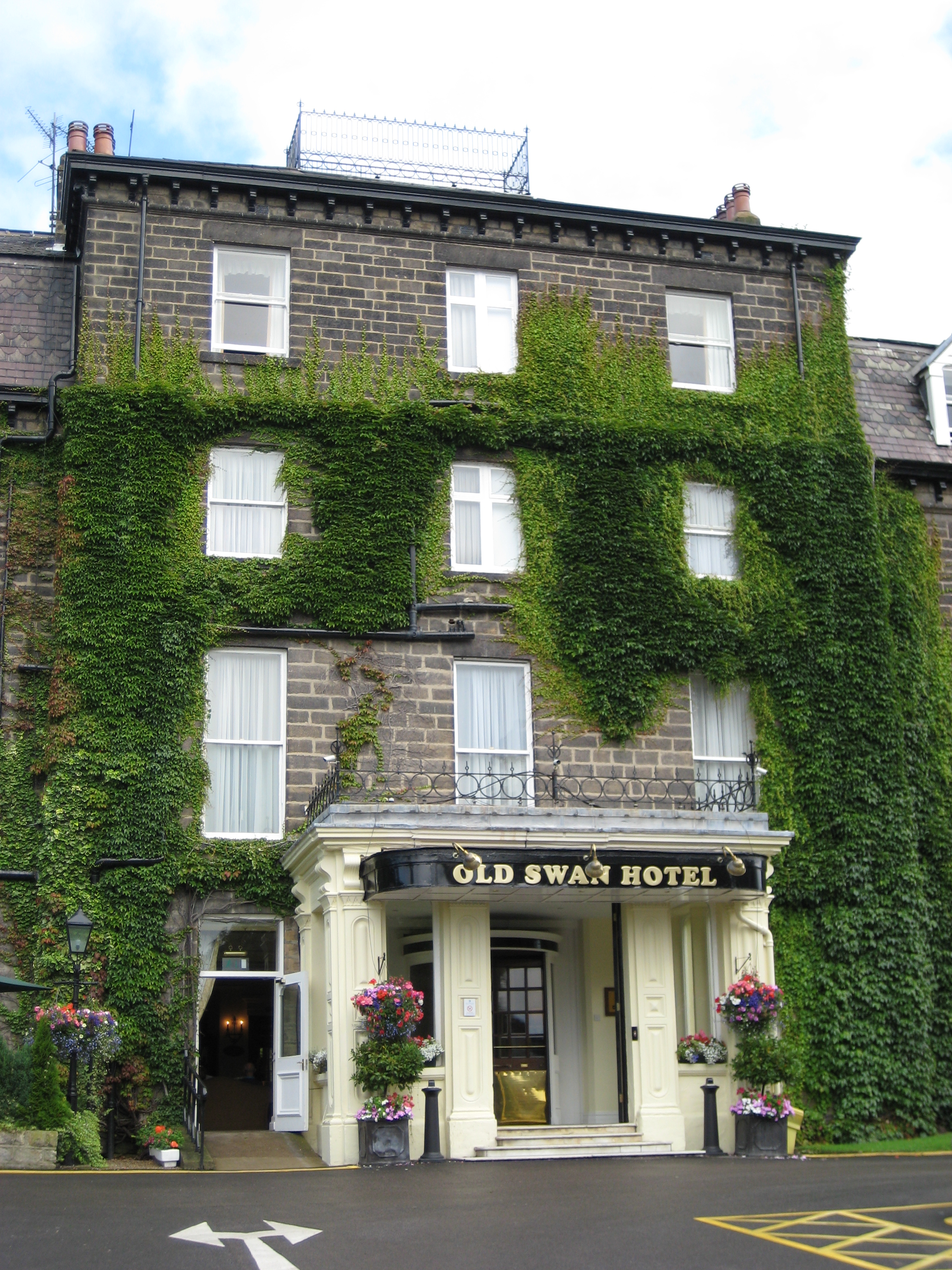
L'Old Swan Hotel (anciennement Swan Hydropathic Hotel), où fut retrouvée Agatha Christie.

Elle est retrouvée douze jours plus tard dans le Swan Hydropathic Hotel, hôtel de la station thermale d'Harrogate, où elle s'était inscrite comme pensionnaire sous le nom de « Mrs Teresa Neele », du nom de la maîtresse de son mari. Agatha Christie prétend alors ne se souvenir de rien et semble ne pas reconnaître son mari venu la chercher, épisode qui peut être interprété comme une décompensation avec fugue amnésique et perte d'identité. Elle ne s'expliquera jamais sur cette disparition rocambolesque,. De nombreux témoignages semblent indiquer qu'elle a organisé cette disparition pour mettre dans l'embarras son mari, qui obtient le divorce en avril 1928 avant d'épouser sa maîtresse. La thèse de la vengeance pour l'infidélité de son mari est aussi d'actualité.
Elle s'est moquée de l'incompétence de la police qui n'a pas pensé à interroger sa fille Rosalind que sa mère avait mise dans le secret pour ne pas l'inquiéter.
On a aussi pensé que cette disparition était destinée à promouvoir le livre qu'elle venait de publier. Les ventes du livre ont effectivement fortement augmenté.
Sa disparition a inspiré des œuvres de fiction. Un manuscrit qu'elle aurait écrit pendant cette période est au centre d'une enquête du héros de bande dessinée Ric Hochet, Le Secret d'Agatha. Dans Agatha Christie mène l'enquête, un épisode de la série de science-fiction britannique Doctor Who, le Docteur et Donna Noble rencontrent l'écrivaine peu avant sa disparition, expliquée par un phénomène extraterrestre. Cet épisode a inspiré à Florence de Baudus Le Secret d’Agatha, interprétation romancée développant la théorie d’un séjour secret au Touquet. L'intrigue du roman Les Apparences (Gone Girl, 2012) de Gillian Flynn, adapté au cinéma en 2014 sous son titre original Gone Girl par David Fincher, contient de nombreuses ressemblances avec la disparition de la romancière. L'épisode inspire aussi le roman de Brigitte Kernel Agatha Christie, le chapitre disparu paru en 2016. La même année, dans Agatha, es-tu là ?, François Rivière et Nicolas Perge imaginent Arthur Conan Doyle enquêter sur la disparition de sa consœur. La Mystérieuse Affaire Agatha Christie de Chantal van den Heuvel et Nina Jacqmin raconte cette aventure sous forme de BD. La période de cette disparition est également au cœur de l'intrigue d'un téléfilm britannique de 2018, Agatha and the Truth of Murder (en), diffusé en France en 2021 sous le titre de La Reine du crime présente : l'affaire Florence Nightingale, avec Ruth Bradley dans le rôle de la romancière,.

### Max Mallowan et l'amour de l'archéologie
En 1930, lors de sa seconde croisière au Moyen-Orient, elle fait la connaissance de l'archéologue Sir Max Mallowan (1904-1978) sur le site de fouilles d'Ur, en Mésopotamie. Ils sympathisent mais Agatha doit écourter sa visite et retourner en Angleterre en urgence, sa fille Rosalind ayant contracté une pneumonie. Dans la précipitation, elle se fait une entorse à la cheville et Max Mallowan se propose de la raccompagner. De retour en Angleterre, celui-ci décide de ne pas repartir immédiatement au Moyen-Orient, trouvant un poste au British Museum. Les deux amis se revoient régulièrement et lors d'un week-end à Ashfield, Max la demande en mariage. Agatha Christie hésite du fait de leurs nombreuses différences : de religion (il est catholique) et d'âge (elle est de 15 ans son aînée). Elle finit par accepter et l'épouse discrètement en secondes noces le 11 septembre 1930 à l'église Sainte-Colomba d'Édimbourg, se méfiant de la presse depuis l'affaire de sa disparition car cette dernière ne manquerait pas d'évoquer le mariage entre une anglicane divorcée et un catholique qui a décidé de se convertir à l'anglicanisme.
Pour son voyage de noces, le couple Mallowan se rend à Venise, à Split (Yougoslavie) et enfin en Grèce. À Athènes, Agatha est victime d'une sérieuse intoxication alimentaire, elle se retrouve seule alors que son mari Max doit retourner sur le site d'Ur. Elle ne peut pas le suivre, le directeur des fouilles Leonard Woolley et sa femme Catherine ne voulant pas de sa présence. Des années plus tard, par vengeance, elle s'inspirera de Catherine Woolley pour un personnage de son roman Meurtre en Mésopotamie (1936).

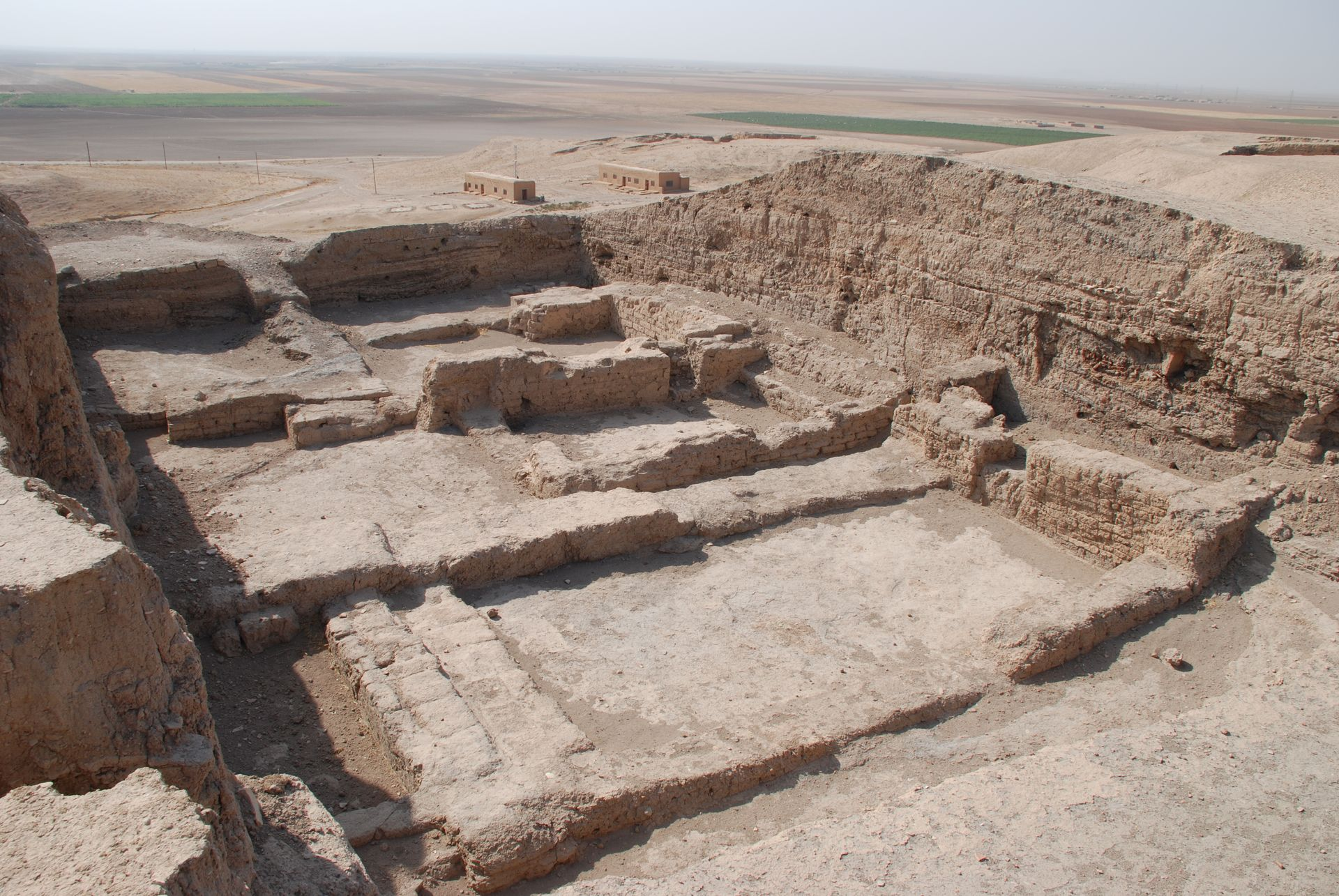
Ruines du palais d'époque du Mitanni, à Tell Brak (Syrie)

Par la suite, elle accompagne son mari dans toutes ses campagnes de fouilles archéologiques : tout d'abord en Irak, à Tell Arpachiyah, puis, après l'installation du couple en Syrie en raison d'une situation politique explosive, à Chagar Bazar au printemps 1935 et à Tell Brak au printemps 1936. Se découvrant alors une véritable passion pour l'archéologie, Agatha Christie participe activement aux campagnes de fouilles, nettoyant et restaurant les pièces découvertes. Elle réalise l'inventaire des pièces, les dessine et/ou les prend en photographie. Elle s'occupe aussi du ravitaillement du camp et est considérée comme à l'origine de l'atmosphère de sérénité et de convivialité propre aux campagnes des Mallowan. Au mois de décembre 1938, ils quittent la Syrie.
Agatha Christie entreprend d'écrire un ouvrage sur ces campagnes de fouilles, qu'elle publiera au printemps 1941 sous le titre Dis-moi comment tu vis. Ses nombreux voyages au Moyen-Orient lui donneront aussi matière pour le cadre d'intrigues de quelques romans, et les mésaventures d'un voyage retour à Londres par l'Orient-Express, à Noël 1931, lui inspireront Le Crime de l'Orient-Express.
Sa citation apocryphe « Un archéologue est le meilleur mari qu'une femme puisse avoir : plus elle vieillit, plus il s'intéresse à elle » est en fait la formule d'un chroniqueur londonien, Beverley Nichols, qui l'a attribuée à Agatha Christie pour mieux se moquer d'elle.

### La «duchesse de la mort»
Les années 1930 ne sont pas seulement une période d'intérêt archéologique pour Agatha Christie, elles représentent aussi sa période la plus prolifique. Elle n'écrit pas moins de dix-sept romans et sept recueils de nouvelles, sans pour autant sacrifier la qualité de ses intrigues, signant quelques-uns de ses plus grands chefs-d’œuvre : Le Crime de l'Orient-Express (1934), A.B.C. contre Poirot (1935), Mort sur le Nil (1937), Dix Petits Nègres (1939)... C'est aussi dans cette période que la romancière crée de nouveaux personnages : Miss Marple dans L'Affaire Protheroe (1930), Harley Quinn dans Le Mystérieux Mr Quinn (1930), Ariadne Oliver dans L'Officier en retraite (1932) et Parker Pyne dans Mr Parker Pyne (1934).
En 1930, Agatha Christie décide de s'essayer au roman "pur" (non policier) et écrit Musique barbare. Dans le but de rester anonyme, de ne pas subir de pression critique ou d'éviter que cette expérience interfère avec ses œuvres "officielles", elle décide de signer son livre sous le pseudonyme de Mary Westmacott. Elle réécrira cinq autres romans de genres différents sous ce pseudonyme. Fin 1946, un critique américain révèle qui se cache derrière le pseudonyme, Agatha est déçue de ne plus pouvoir écrire sans subir la pression d'être Agatha Christie.
Elle participe à la création en 1930 du Detection Club, association rassemblant tous les plus grands auteurs britanniques de romans policiers. Elle co-écrit le roman L'Amiral flottant sur la rivière Whyn en 1931, et travaille sur le scénario de deux feuilletons télévisés The Scoop et Behind the Screen.
Elle retrouve le théâtre en 1937 avec sa seconde pièce Akhénaton, traitant du pharaon éponyme. Passionnée d'Égypte, avant l'écriture, elle se documente beaucoup sur le sujet avec l'aide de l'égyptologue Stephen Glanville. La pièce ne fut jamais jouée de son vivant, étant trop chère à produire selon John Gielgud, et fut donc publiée en livre en 1973. Ce n'est qu'en 1979 que la pièce sera montée à New York. Cependant, sa nouvelle Philomel Cottage est adaptée au théâtre par Frank Vosper sous le titre Love from a Stranger. La première a lieu le 31 mars 1936 au New Theatre de Londres suivie de 149 représentations, la pièce est jouée aussi à New York.

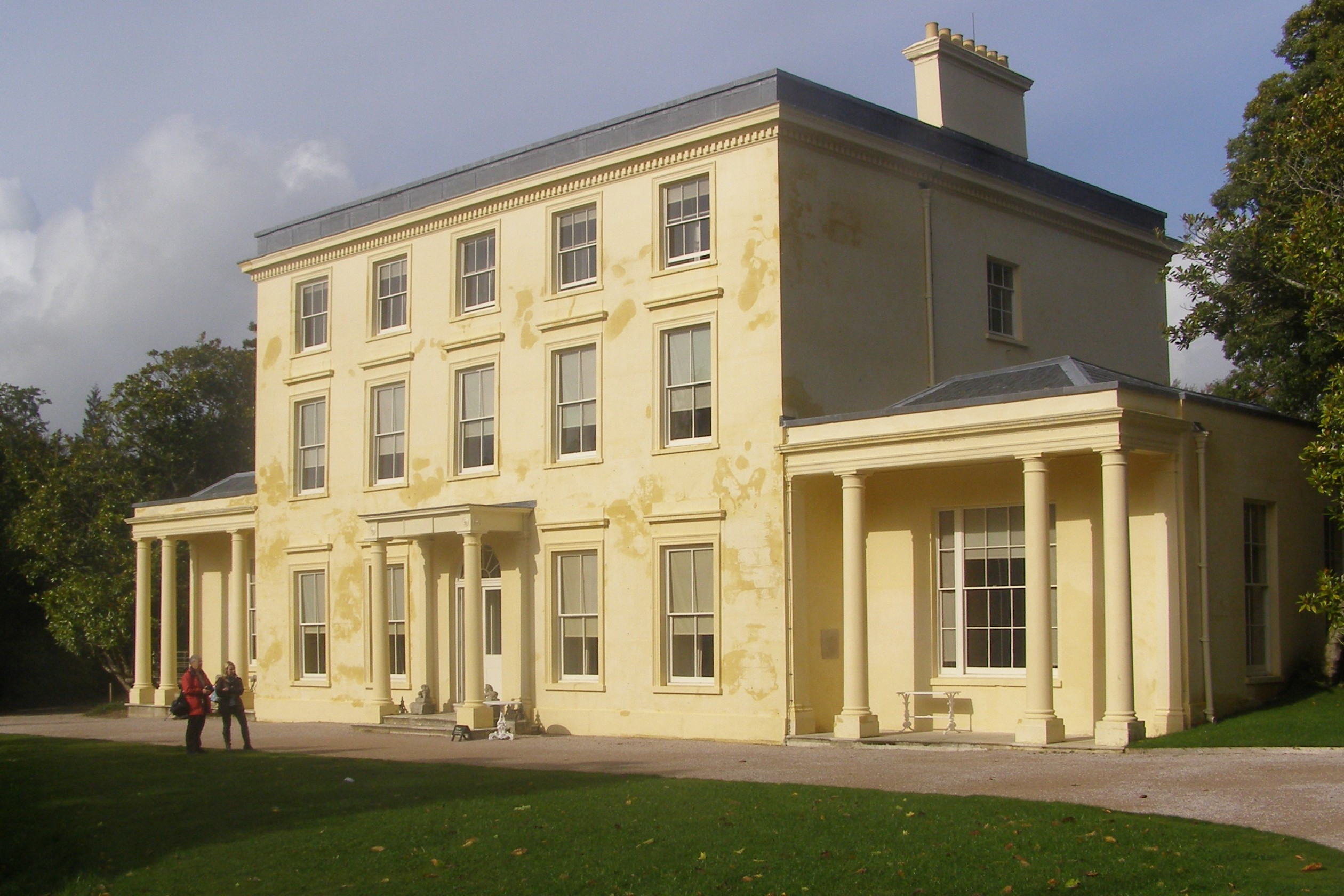
La maison Greenway en 2010

En 1938, Agatha Christie décide de tourner la page : elle vend sa résidence d'Ashfield et acquiert avec son mari le Greenway Estate dans le Devon, s'en servant de résidence d'été. Les descendants d'Agatha Christie en feront don en 2000 à la National Trust qui l'ouvre au public qui peut ainsi pénétrer dans l'intimité de la « duchesse de la mort ». Le couple Mallowan entreprend de grands travaux dans leur nouvelle résidence, mais est stoppé par des ennuis financiers et par la Seconde Guerre mondiale.

### La Seconde Guerre mondiale
Le 3 septembre 1939, l'Angleterre déclare la guerre à l'Allemagne nazie. Max Mallowan, 35 ans, s'engage dans la défense civile de Brixham, ne pouvant prétendre à plus sans formation militaire. Par ailleurs, son père est autrichien. Voulant se rendre utile, Agatha Christie met ses compétences pharmaceutiques à disposition de l'hôpital de Torquay. En 1940, Max Mallowan est engagé à Londres comme secrétaire du professeur Garstang, ami et directeur de l'École britannique d'archéologie d'Ankara. Après avoir loué le Greenway Estate à une certaine Mrs Arbuthnot, Agatha Christie rejoint son mari dans la capitale. Les raids aériens allemands les obligent à changer plusieurs fois de logement. Ils finissent par s'installer dans un appartement de Lawn Road après le bombardement de leur maison de Sheffield Terrace. En février 1941, Max est admis dans le service de Stephen Glanville au Ministère de l'Air. Sa connaissance de la langue arabe lui permet d'être envoyé au Caire comme Commandant.
Alors qu'elle vit désormais seule dans son appartement londonien, Agatha travaille comme préparatrice dans la pharmacie du University College Hospital où elle parfait sa connaissance des poisons, éléments importants dans ses romans. Cependant, ne supportant pas d'être éloignée de son mari, elle cherche par tous les moyens à le rejoindre : elle essaie par exemple de devenir correspondante de guerre pour la presse, ce à quoi l'Armée s'oppose. Elle participe aussi à un projet de théâtre pour les armées, mais cela s'avère inutile puisque Max revient de la guerre en mai 1945. Après la démobilisation de celui-ci, le couple retourne s'installer dans leur maison de Greenway. La fin de la guerre marque aussi la fin des ennuis financiers pour Agatha Christie : elle reçoit enfin les gains de ses droits d'autrice aux États-Unis, bloqués au début de la guerre par le fisc américain.
Plusieurs autres événements importants ont lieu dans la vie d'Agatha Christie lors du conflit. En 1940, à Denbigh, elle assiste au mariage de sa fille Rosalind avec le fusilier gallois Hubert Pritchard. Le 21 septembre 1943, Rosalind donne naissance à un petit garçon, Matthew, dans une clinique du Cheshire. Malheureusement, le dernier évènement est plus tragique : Hubert est « tombé au champ d'honneur ».
La Seconde Guerre mondiale a eu une influence sur le travail littéraire d'Agatha Christie, sans en toucher la qualité. Premièrement, au début de la guerre, elĺe avait été approchée pour « s'occuper d'un travail de propagande » mais avait refusé, de peur de ne pas être à la hauteur. Pourtant, elle écrit le roman N. ou M. ? dans lequel elle dénonce la cinquième colonne et les partisans du régime hitlérien. Le magazine Collier's refuse même de publier l'histoire, trop partisane à son goût. Deuxièmement, avant le conflit, ses romans mettaient essentiellement en scène le personnage d'Hercule Poirot. Après 1939, elle ressort des enquêteurs qu'elle avait délaissés comme Tommy et Tuppence Beresford, le Superintendant Battle ou encore Miss Marple pour laquelle elle écrit deux nouveaux romans. Elle écrit aussi des histoires dans lesquelles aucun de ses limiers n'apparait. Enfin, elle a un regain d'intérêt pour le théâtre, adaptant plusieurs de ses romans en pièces : Dix Petits Nègres (1943), Mort sur le Nil (1944) et Rendez-vous avec la mort (1945).
Durant la Seconde Guerre mondiale, Agatha Christie écrit deux œuvres fondamentales : Hercule Poirot quitte la scène et La Dernière Énigme, mettant en scène la fin de ses deux grands détectives Hercule Poirot et Miss Marple. Elle écrit ces deux livres pour assurer des revenus à sa famille et pour éviter que d'autres écrivains créent une suite à ses personnages, dans le cas où elle ne survivrait pas au conflit. Le roman du détective belge est publié en 1975, un an avant le décès de sa créatrice, et celui de la vieille Anglaise en 1976, à titre posthume.

### Les dernières aventures
Après la guerre, le papier étant à nouveau disponible, les ventes de livres reprennent. Le cinéma, le théâtre et la télévision s'intéressent aux œuvres de la romancière. Mais, fin 1947, Max est nommé responsable de la chaire d'archéologie sur l'Asie Mineure à l'Université de Londres et doit diriger une nouvelle expédition. De 1953 à 1958, le couple mène des fouilles à Nimrud (Irak), et Agatha Christie, proche de la soixantaine, y participe tout en continuant à écrire. À partir de 1951, ils font de grandes découvertes, mais en 1958 ils doivent quitter le pays à cause de la révolution après l'assassinat du roi d'Irak Fayçal II.
Sur un plan plus privé, en 1949, sa fille Rosalind se remarie avec Anthony Hicks. Mais la mort de sa sœur Marge en 1951, puis celles de son premier mari Archibald Christie en décembre 1962 et de son neveu Jack, viennent apporter une ombre au tableau. Elle assistera à nouveau à un événement heureux en 1967 lors du mariage de son petit-fils Mathew, diplômé du New College, avec Angela Mapes.
Dans les années 1950, le théâtre prend une place importante dans le travail d'Agatha Christie. En novembre 1952, sa pièce de théâtre La Souricière (The Mouse Trap) est présentée pour la première fois à Londres et rencontre un succès grandissant. Le 13 novembre 1956, elle participe à la 1998e représentation, ce qui en fait la pièce la plus longtemps jouée du théâtre britannique. Sa pièce Témoin à charge rencontre elle aussi un succès mondial : elle est donnée en octobre 1953 à Londres, en décembre 1954 à New York et en novembre 1955 à Paris. Devant le succès de la pièce, une adaptation cinématographique est prévue, et en 1957 sort Témoin à charge de Billy Wilder, qui sera nommé six fois aux Oscars. Sa troisième pièce à rencontrer le succès est La Toile d'araignée, qui débute en décembre 1954 et sera représentée 774 fois. En 1954, Agatha Christie devient alors la première femme à avoir trois pièces de théâtre en production simultanément dans le West End de Londres.

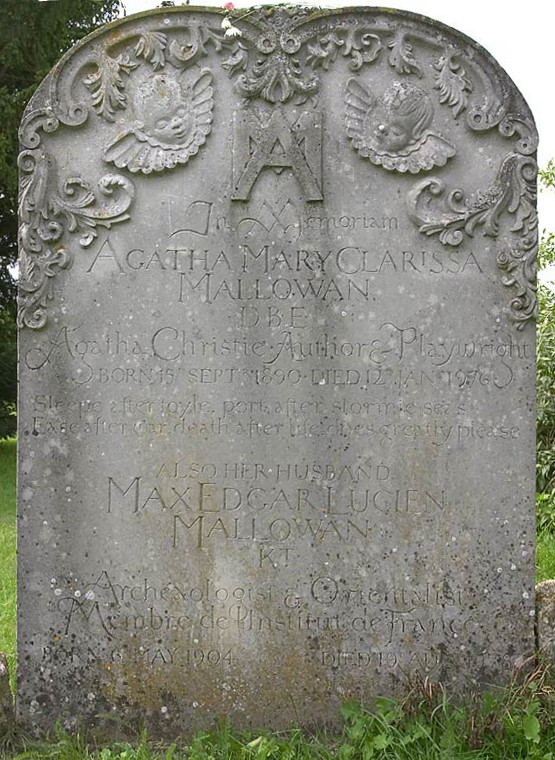
Pierre tombale d'Agatha Christie et Max Mallowan à Cholsey

En 1953, ses anciens livres sont réédités. À partir de 1954, elle écrit à peu près un livre par an pour respecter le slogan de son éditeur : « A Christie for Christmas » (« Un Christie pour Noël »). En 1956, sort son dernier roman sous le pseudonyme de Mary Westmacott, Le Poids de l'amour (The Burden). Elle n'a plus besoin de garder un rythme de production élevé, et elle avoue préférer passer son temps libre à flâner dans les expositions, assister à des concerts et opéras, voire simplement à jardiner.
En 1955, elle fonde l’Agatha Christie Limited (ACL), société propriétaire de ses droits d'autrice détenue aujourd'hui à 36 % par sa famille et à 64 % par le groupe Chorion, et qui reçoit plus de 300 demandes de licences par an, puis par Acorn Media Group.
En 1974, elle assiste à l'avant-première du film Le Crime de l'Orient-Express de Sidney Lumet en présence de la reine du Royaume-Uni Élisabeth II. Elle est contente de l'adaptation, excepté pour la moustache de Poirot, qu'elle trouve trop banale. C'est sa dernière apparition en public.
Agatha Christie meurt le 12 janvier 1976 dans sa résidence de Wallingford, près d'Oxford. Elle suit de peu ses personnages fétiches, car :
- Hercule Poirot s'éteint en août 1975 avec Hercule Poirot quitte la scène, le New York Times ayant même publié une nécrologie le 6 août 1975.
- Miss Marple résout sa Dernière Énigme en 1976, mais le titre est posthume, et le personnage ne meurt pas dans l'œuvre, à l'inverse d'Hercule Poirot.

Elle est enterrée au cimetière de Cholsey. Sur sa tombe est gravée une épitaphe extraite d'un verset de La Reine des fées écrit par Edmund Spenser, choisie par ses soins, :
| Sleepe after toyle, port after stormie seas, Ease after war, death after life, does greatly please. | Temps de repos après tant de labeur, Havre de paix après les jours de tempête, Trêve bénie succédant à la guerre, La mort est douce après notre vie si âpre. |

## Honneurs et postérité
En 1955, elle est la première récipiendaire du prix Grand Master Award et du prix Grand maître, prix le plus prestigieux décerné par l'Association des Mystery Writers of America pour sa pièce Témoin à charge (Witness for the Prosecution).
Elle est élue présidente du Detection Club en 1957, succédant à Dorothy L. Sayers.
En 1956, Agatha Christie est élevée au rang de Commandeuse de l'ordre de l'Empire britannique (CBE), et en 1971, elle reçoit la distinction de Dame commandeuse de l'ordre de l'Empire britannique (DBE) des mains de la reine Élisabeth II. Agatha Christie est devenue ce jour-là Lady Agatha Christie.
En 1979, sort Agatha, un film de Michael Apted, inspiré de la vie d'Agatha Christie, et plus particulièrement de l'épisode de sa disparition mystérieuse en décembre 1926. Dans ce film, c'est Vanessa Redgrave qui interprète le rôle d'Agatha Christie.
Le manoir géorgien de Torre Abbey abritait une collection de manuscrits originaux d'Agatha Christie, exposant son fauteuil ainsi que sa machine à écrire Remington de 1937. Cette collection a été transférée dans sa résidence de Greenway en 2008.
En 2014 paraît Agatha, la vraie vie d'Agatha Christie, bande dessinée biographique scénarisée par Anne Martinetti & Guillaume Lebeau et dessinée par Alexandre Franc.
En 2022, sort Coup de théâtre, un film de Tom George, où Agatha est l'autrice de la pièce adaptée, elle y est incarnée par Shirley Henderson.

## Œuvre

### Présentation
Agatha Christie est l'une des écrivaines les plus connues au monde si l'on considère le nombre de langues dans lesquelles son œuvre a été traduite (plus de 7 233 traductions, ce qui en fait l'autrice la plus traduite en langues étrangères selon l'Index Translationum), et l'importance des tirages de ses romans qui en fait la romancière la plus vendue au monde selon le Livre Guinness des records. Bien que ce type d'estimation soit toujours délicat (de 2,5 à 4 milliards de livres vendus dans le monde, sachant qu'il s'en achète encore 4 millions par an), Agatha Christie est considérée comme l'autrice la plus lue de l'histoire chez les Anglo-Saxons après William Shakespeare, seule la Bible dépasse son œuvre en nombre d'exemplaires vendus.
Agatha Christie a écrit 67 romans (dont 6 romances sous le pseudonyme de Mary Westmacott qui correspond à ses écrits les plus personnels), 190 nouvelles réunies en une quinzaine de recueils, 18 pièces de théâtre (+ 5 adaptations par d'autres auteurs), quelques poèmes et une autobiographie : autrice prolifique, elle écrit ses romans en six semaines en moyenne mais, de 1954 jusqu'à 1976, n'en publie que deux ou trois par an dont un traditionnellement pour les fêtes de fin d'année, événement littéraire à l'origine du slogan de son éditeur : « a Christie for Christmas » (un Christie pour Noël).
Une grande partie d'entre eux se déroule à huis clos, ce qui permet au lecteur ou à la lectrice d'essayer de deviner le coupable avant la fin du récit. Agatha Christie est une autrice importante dans le domaine du roman policier, autant sur le plan commercial qu'en raison des innovations qu'elle a introduites dans ce genre (violant les règles du Décalogue de Knox) bien que le dictionnaire de la littérature anglaise, The Oxford Companion to English Literature écrive que « son style est quelconque et ses personnages légers ». N'hésitant pas à s'écarter des sentiers battus, elle donnait notamment à son lecteur et à sa lectrice un nombre d'indices suffisant pour résoudre l'énigme. Un de ses premiers romans, Le Meurtre de Roger Ackroyd, est célèbre pour la façon dont elle utilise le narrateur pour créer la surprise finale. Avec plus de 100 millions d'exemplaires, son roman Dix Petits Nègres, publié en 1939, est, dans la liste des ouvrages les plus vendus au monde, le premier roman policier et le septième livre tous genres confondus.
L'universitaire Annie Combes analyse la construction des récits christiens selon quatre axes : la littérature du crime, la fabrique du récit, les répliques et les machines de l'écriture (avec des procédés d'écriture qui rapprochent Agatha Christie d'un Raymond Roussel ou d'un Georges Perec et une capacité à construire des intrigues ingénieuses). De même l'universitaire et psychanalyste Pierre Bayard a soumis un roman notoire d'Agatha Christie à une analyse logique rigoureuse démontrant qu'Hercule Poirot est faillible et que la solution de l'énigme pourrait bien ne pas être celle que l'on croit.
Le monde d'Agatha Christie est en partie imprégné de la xénophobie et du racisme courants à son époque, de nombreux personnages christiens étant traités de juifs ou d'étrangers avec un certain mépris. La romancière s'en défend en expliquant que ces personnages reflètent la mentalité des Anglais de l'entre-deux-guerres, mais Agatha Christie véhicule ses conceptions correspondant à son milieu culturel bourgeois et colonialiste,.
Profondément influencée par les personnages phares d'Arthur Conan Doyle, Agatha Christie crée le tandem Hercule Poirot et le capitaine Hastings qui est un hommage assumé à l'association Sherlock Holmes et docteur Watson, le prénom du capitaine Hastings, Arthur, étant choisi en l'honneur de celui de Conan Doyle.
Une grande partie de ses romans et nouvelles a été adaptée au cinéma ou à la télévision (20 films et plus de 100 téléfilms), en particulier Le Crime de l'Orient-Express, Dix Petits Nègres, Mort sur le Nil et Le Train de 16 h 50. La BBC a aussi produit des téléfilms et des émissions radiophoniques de la plupart des histoires qui mettent en scène Hercule Poirot et Miss Marple. L'une de ses pièces de théâtre, The Mouse Trap (La Souricière), a été présentée pour la première fois à Londres en 1952 au St Martin's Theatre (en), et détient, depuis, le record de la pièce jouée le plus longtemps sans interruption.
Certains de ses romans sont adaptés en bande dessinée par les éditions Claude Lefrancq et Emmanuel Proust (Mort sur le Nil et Le Crime de l'Orient-Express de Jean-François Miniac, Dix Petits Nègres, Le Meurtre de Roger Ackroyd, etc.). Ses intrigues et la façon dont elle construit ses énigmes policières sont aussi très prisées en murder party (jeux de rôle policiers).
En août 2006, deux nouvelles inédites mettant en scène Hercule Poirot ont été retrouvées dans la maison de famille de Greenway ; elles ont été publiés en 2009 sous la responsabilité de John Curran et sous le titre de Agatha Christie's Secret Notebooks: Fifty years of mysteries in the making, et, en 2011, pour la traduction française, Les Carnets secrets d'Agatha Christie : Cinquante Ans de mystères en cours d'élaboration.
Depuis 2020, dans de nouvelles éditions publiées par la maison d'édition américaine HarperCollins, des passages originaux de certains romans d'Agatha Christie ont été retravaillés ou supprimés « par les services de « lecteurs sensibles » pour tenir compte des sensibilités modernes ». Les versions numériques des nouvelles éditions consultées par The Telegraph comprennent des dizaines de modifications apportées à des textes écrits entre 1920 et 1976, les expurgeant de nombreux passages contenant des descriptions, des insultes ou des références à l’appartenance ethnique, en particulier pour les personnages que les protagonistes de la romancière rencontrent en dehors du Royaume-Uni. Ce n’est pas la première fois que les œuvres de Christie sont modifiées. En particulier, son roman Dix Petits Nègres (1939) était devenu And Then There Were None aux États-Unis à partir de 1940, puis au Royaume-Uni en 1985. Il a été renommé Ils étaient dix dans la version française en 2020.

#### Personnages
Agatha Christie a mis en scène de nombreux personnages récurrents. Certains d'entre eux se rencontrent lors d'aventures communes.
- Hercule Poirot
- Miss Jane Marple
- Colonel Race
- Tommy et Tuppence Beresford
- Ariadne Oliver
- Arthur Hastings
- Superintendant Battle
- Inspecteur Japp
- Miss Lemon
- Parker Pyne
- Harley Quinn et Mr. Satterthwaite

### Romans et recueils de nouvelles

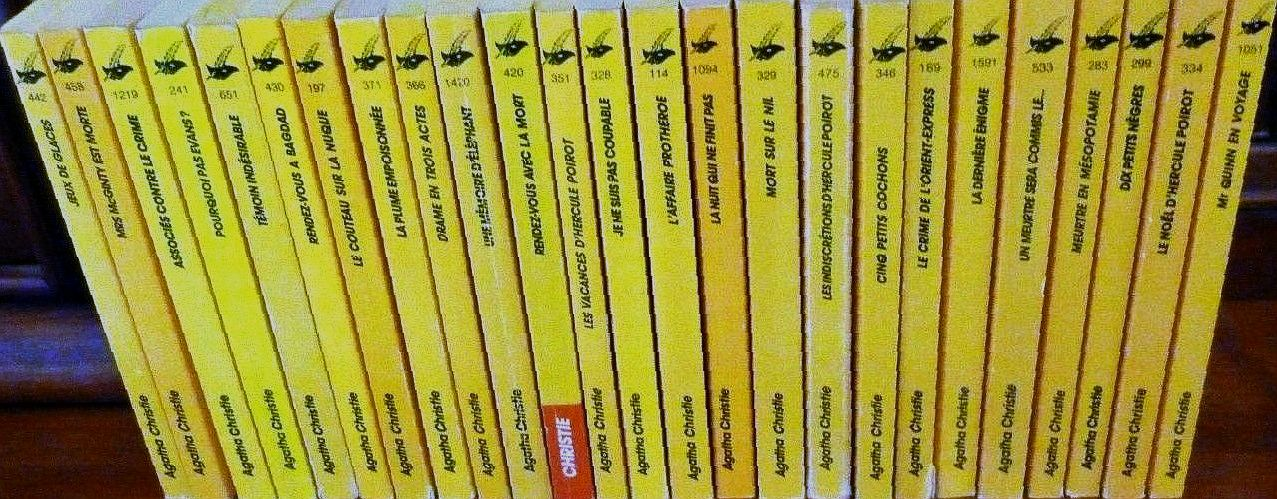
Agatha Christie, en collection Le Masque.

Hercule Poirot apparaît dans trente-trois romans et cinquante-deux nouvelles. Il est l'emblème du village d'Ellezelles en Belgique où figure sa statue.
Tommy et Tuppence Beresford apparaissent dans quatre romans et quinze nouvelles.
Le Superintendant Battle apparaît dans quatre romans.
Miss Marple apparaît dans douze romans et vingt nouvelles.
| Titre français                                                                           | Type                      | Héros principal             | Année de parution | Titre original                                                                           |
| ---------------------------------------------------------------------------------------- | ------------------------- | --------------------------- | ----------------- | ---------------------------------------------------------------------------------------- |
| La Mystérieuse Affaire de Styles                                                         | Roman à énigme            | Hercule Poirot              | 1920              | The Mysterious Affair at Styles                                                          |
| Mr Brown                                                                                 | Roman d'espionnage        | Tommy et Tuppence Beresford | 1922              | The Secret Adversary                                                                     |
| Le Crime du golf                                                                         | roman à énigme            | Hercule Poirot              | 1923              | Murder on the Links                                                                      |
| Les Enquêtes d'Hercule Poirot                                                            | recueil de nouvelles      | Hercule Poirot              | 1924              | Poirot Investigates                                                                      |
| L'Homme au complet marron                                                                | roman d'espionnage        |                             | 1924              | The Man in the Brown Suit                                                                |
| Le Secret de Chimneys                                                                    | roman d'espionnage        | Superintendant Battle       | 1925              | The Secret of Chimneys                                                                   |
| Le Meurtre de Roger Ackroyd                                                              | roman à énigme            | Hercule Poirot              | 1926              | The Murder of Roger Ackroyd                                                              |
| Les Quatre                                                                               | roman d'espionnage        | Hercule Poirot              | 1927              | The Big Four                                                                             |
| Le Train bleu                                                                            | roman à énigme            | Hercule Poirot              | 1928              | The Mystery of the Blue Train                                                            |
| Les Sept Cadrans                                                                         | Roman à suspense          | Superintendant Battle       | 1929              | The Seven Dials Mystery                                                                  |
| Le crime est notre affaire (Associés contre le crime et Le crime est notre affaire)      | recueils de nouvelles     | Tommy et Tuppence Beresford | 1929              | Partners in Crime                                                                        |
| L'Affaire Protheroe (L'Affaire Prothéro)                                                 | roman à énigme            | Miss Marple                 | 1930              | The Murder at the Vicarage                                                               |
| Le Mystérieux Mr Quinn (Le Mystérieux Mr Quinn et Mr Quinn en voyage)                    | recueils de nouvelles     |                             | 1930              | The Mysterious Mr Quinn                                                                  |
| Cinq Heures vingt-cinq                                                                   | roman à énigme            |                             | 1931              | The Sittaford Mystery                                                                    |
| La Maison du péril                                                                       | roman à énigme            | Hercule Poirot              | 1932              | Peril at End House                                                                       |
| Miss Marple au Club du Mardi (Miss Marple au Club du Mardi et Le Club du Mardi continue) | recueil de nouvelles      | Miss Marple                 | 1932              | The Thirteen Problems                                                                    |
| Le Couteau sur la nuque                                                                  | roman à énigme            | Hercule Poirot              | 1933              | Lord Edgware Dies                                                                        |
| Le Crime de l'Orient-Express                                                             | roman à énigme            | Hercule Poirot              | 1934              | Murder on the Orient Express                                                             |
| Pourquoi pas Evans ?                                                                     | roman à énigme            |                             | 1934              | Why Didn't They Ask Evans?                                                               |
| Le Mystère de Listerdale                                                                 | recueil de nouvelles      |                             | 1934              | The Listerdale Mystery and Other Stories                                                 |
| Mr Parker Pyne                                                                           | recueil de nouvelles      |                             | 1934              | Parker Pyne Investigates                                                                 |
| Drame en trois actes                                                                     | roman à énigme            | Hercule Poirot              | 1935              | Three Act Tragedy                                                                        |
| La Mort dans les nuages                                                                  | roman à énigme            | Hercule Poirot              | 1935              | Death in the Clouds                                                                      |
| A.B.C. contre Poirot                                                                     | roman à énigme            | Hercule Poirot              | 1936              | The A.B.C. Murders                                                                       |
| Cartes sur table                                                                         | roman à énigme            | Hercule Poirot              | 1936              | Cards on the Table                                                                       |
| Meurtre en Mésopotamie                                                                   | roman à énigme            | Hercule Poirot              | 1936              | Murder in Mesopotamia                                                                    |
| Mort sur le Nil                                                                          | roman à énigme            | Hercule Poirot              | 1937              | Death on the Nile                                                                        |
| Témoin muet                                                                              | roman à énigme            | Hercule Poirot              | 1937              | Dumb Witness                                                                             |
| Le Miroir du mort (Poirot résout trois énigmes)                                          | recueil de nouvelles      | Hercule Poirot              | 1937              | Murder in the Mews                                                                       |
| Rendez-vous avec la mort                                                                 | roman à énigme            | Hercule Poirot              | 1938              | Appointment with Death                                                                   |
| Le Noël d'Hercule Poirot                                                                 | roman à énigme            | Hercule Poirot              | 1938              | Hercule Poirot's Christmas                                                               |
| Un meurtre est-il facile ?                                                               | roman à énigme            | Superintendant Battle       | 1939              | Murder Is Easy                                                                           |
| Ils étaient dix (Dix Petits Nègres)                                                      | roman à énigme            |                             | 1939              | And Then There Were None (É.-U., et R.-U.) ou Ten Little Niggers (Ancien titre au R.-U.) |
| Je ne suis pas coupable                                                                  | roman à énigme            | Hercule Poirot              | 1940              | Sad Cypress                                                                              |
| Un, deux, trois...                                                                       | roman à énigme            | Hercule Poirot              | 1940              | One, Two, Buckle My Shoe                                                                 |
| Les Vacances d'Hercule Poirot                                                            | roman à énigme            | Hercule Poirot              | 1941              | Evil Under the Sun                                                                       |
| N ou M ? (N. ou M. ?)                                                                    | roman d'espionnage        | Tommy et Tuppence Beresford | 1941              | N or M?                                                                                  |
| Cinq Petits Cochons                                                                      | roman à énigme            | Hercule Poirot              | 1942              | Five Little Pigs                                                                         |
| Un cadavre dans la bibliothèque                                                          | roman à énigme            | Miss Marple                 | 1942              | The Body in the Library                                                                  |
| La Plume empoisonnée                                                                     | roman à énigme            | Miss Marple                 | 1942              | The Moving Finger                                                                        |
| L'Heure zéro                                                                             | roman à énigme            | Superintendant Battle       | 1944              | Towards Zero                                                                             |
| La mort n'est pas une fin                                                                | Roman policier historique |                             | 1945              | Death Comes as the End                                                                   |
| Meurtre au champagne                                                                     | roman à énigme            |                             | 1945              | Sparkling Cyanide                                                                        |
| Le Vallon                                                                                | roman à énigme            | Hercule Poirot              | 1946              | The Hollow                                                                               |
| Les Travaux d'Hercule (Les Travaux d'Hercule et Les Écuries d'Augias)                    | recueils de nouvelles     | Hercule Poirot              | 1947              | The Labours of Hercules                                                                  |
| Le Flux et le Reflux                                                                     | roman à énigme            | Hercule Poirot              | 1948              | Taken at the Flood                                                                       |
| La Maison biscornue                                                                      | roman à énigme            |                             | 1949              | Crooked House                                                                            |
| Un meurtre sera commis le...                                                             | roman à énigme            | Miss Marple                 | 1950              | A Murder Is Announced                                                                    |
| Rendez-vous à Bagdad                                                                     | roman d'espionnage        |                             | 1951              | They Came to Baghdad                                                                     |
| Mrs McGinty est morte (Mrs. Mac Ginty est morte)                                         | roman à énigme            | Hercule Poirot              | 1952              | Mrs McGinty's Dead                                                                       |
| Jeux de glaces                                                                           | roman à énigme            | Miss Marple                 | 1952              | They Do It with Mirrors                                                                  |
| Les Indiscrétions d'Hercule Poirot                                                       | roman à énigme            | Hercule Poirot              | 1953              | After the Funeral                                                                        |
| Une poignée de seigle                                                                    | roman à énigme            | Miss Marple                 | 1953              | A Pocket Full of Rye                                                                     |
| Destination inconnue                                                                     | roman d'espionnage        |                             | 1954              | Destination Unknown                                                                      |
| Pension Vanilos                                                                          | roman à énigme            | Hercule Poirot              | 1955              | Hickory Dickory Dock                                                                     |
| Poirot joue le jeu                                                                       | roman à énigme            | Hercule Poirot              | 1956              | Dead Man's Folly                                                                         |
| Le Train de 16 h 50                                                                      | roman à énigme            | Miss Marple                 | 1957              | 4:50 from Paddington                                                                     |
| Témoin indésirable                                                                       | roman à énigme            |                             | 1958              | Ordeal by Innocence                                                                      |
| Le Chat et les Pigeons                                                                   | roman à énigme            | Hercule Poirot              | 1959              | Cat Among the Pigeons                                                                    |
| Le Cheval pâle                                                                           | roman à énigme            |                             | 1961              | The Pale Horse                                                                           |
| Christmas Pudding (Le Retour d'Hercule Poirot)                                           | recueil de nouvelles      | Hercule Poirot              | 1962              | The Adventure of the Christmas Pudding and a Selection of Entrées                        |
| Le miroir se brisa                                                                       | roman à énigme            | Miss Marple                 | 1962              | The Mirror Crack'd from Side to Side                                                     |
| Les Pendules                                                                             | roman à énigme            | Hercule Poirot              | 1963              | The Clocks                                                                               |
| Le major parlait trop                                                                    | roman à énigme            | Miss Marple                 | 1964              | A Caribbean Mystery                                                                      |
| À l'hôtel Bertram                                                                        | roman à énigme            | Miss Marple                 | 1965              | At Bertram's Hotel                                                                       |
| La Troisième Fille                                                                       | roman à énigme            | Hercule Poirot              | 1966              | Third Girl                                                                               |
| La Nuit qui ne finit pas                                                                 | roman à énigme            |                             | 1967              | Endless Night                                                                            |
| Mon petit doigt m'a dit                                                                  | roman à énigme            | Tommy et Tuppence Beresford | 1968              | By the Pricking of My Thumbs                                                             |
| Le Crime d'Halloween (La Fête du potiron)                                                | roman à énigme            | Hercule Poirot              | 1969              | Hallowe'en Party                                                                         |
| Témoin à charge                                                                          | recueil de nouvelles      |                             | 1969              | Witness for the Prosecution and other stories                                            |
| Passager pour Francfort                                                                  | roman d'espionnage        |                             | 1970              | Passenger to Frankfurt: An Extravaganza                                                  |
| Némésis                                                                                  | roman à énigme            | Miss Marple                 | 1971              | Nemesis                                                                                  |
| Allô, Hercule Poirot                                                                     | recueil de nouvelles      | Hercule Poirot              | 1972              |                                                                                          |
| Une mémoire d'éléphant                                                                   | roman à énigme            | Hercule Poirot              | 1972              | Elephants Can Remember                                                                   |
| Le Cheval à bascule                                                                      | roman à énigme            | Tommy et Tuppence Beresford | 1973              | Postern of Fate                                                                          |
| Le Bal de la victoire                                                                    | recueil de nouvelles      | Hercule Poirot              | 1974              | Poirot's Early Cases                                                                     |
| Hercule Poirot quitte la scène                                                           | roman à énigme            | Hercule Poirot              | 1975              | Curtain: Poirot's Last Case                                                              |

### Livres publiés après la mort de la romancière
| Titre Français                        | Type                 | Héros principal                 | Année de parution | Titre original                           |
| ------------------------------------- | -------------------- | ------------------------------- | ----------------- | ---------------------------------------- |
| La Dernière Énigme                    | roman à énigme       | Miss Marple                     | 1976              | Sleeping Murder: Miss Marple's Last Case |
| Miss Marple tire sa révérence         | recueil de nouvelles | Miss Marple                     | 1979              | Miss Marple’s Final Cases                |
| Le Flambeau                           | recueil de nouvelles |                                 | 1981              | The Hound of Death and other stories     |
| Dix Brèves Rencontres                 | recueil de nouvelles | Mr Parker Pyne                  | 1982              | The Agatha Christie Hour                 |
| Trois Souris...                       | recueil de nouvelles | H. Poirot, Miss Marple          | 1985              | Three Blind Mice and Other Stories       |
| Marple, Poirot, Pyne... et les autres | recueil de nouvelles | H. Poirot, Miss Marple, P. Pyne | 1986              |                                          |
| Tant que brillera le jour             | recueil de nouvelles | Hercule Poirot                  | 1997              | While the Light Lasts and Other Stories  |

### Pièces de théâtre
Ci-dessous les pièces de théâtre originales (les adaptations des romans en pièces, dont celles faites par Agatha Christie elle-même, sont listées plus bas) :
- A Masque from Italy (1924), jamais représentée, publiée dans le recueil The Road of Dreams ;
- Black Coffee (1930) ;
- La Toile d'araignée (Spider's Web, 1954) ;
- Verdict (1958) ;
- Le Visiteur inattendu (The Unexpected Guest, 1958) ;
- Règle de trois (Rule of Three, 1962), collection de trois pièces : Afternoon at the Seaside, The Patient et The Rats ;
- Miss Perry (après 1966)[76] ;
- Fiddlers Three (1972) ;
- Akhénaton (Akhnaton, 1973), pièce écrite en 1937.

Dans les années 1910 et 1920, Agatha Christie écrit plusieurs pièces de théâtre, dont les scripts, pour la plupart non datés, sont redécouverts par Julius Green au début du XXIe siècle :
- The Conqueror, pièce allégorique[77] ;
- Teddy Bear, comédie[78] ;
- Eugenia and Eugenics, vers 1914, comédie[79]
- The Clutching Hand, 1915-1921, adaptation du roman d'Arthur B. Reeve (en) The Exploits of Elaine, novélisation de la série de films Les Mystères de New York[80] ;
- The Last Seance (1922), plus tard réécrite sous forme de nouvelle[81]
- Ten Years[82] ;
- Marmalade Moon, comédie. Il s'agit d'une version légèrement remaniée d'une pièce initialement intitulée New Moon[83]
- The Lie, vers 1923, drame, aussi intitulé The Sister-In-Law[84]. D'après Julius Green, il pourrait s'agir de la pièce « parlant d'inceste » à laquelle Agatha Christie fait référence dans son autobiographie : en effet, la pièce met en scène un homme prêt à quitter son épouse pour sa belle-sœur : or, la loi britannique interdisait à l'époque à un homme divorcé de se remarier avec la sœur de son épouse, une telle union étant considérée comme incestueuse[85].

### Autres œuvres

#### Mary Westmacott
Romans non policiers publiés sous le pseudonyme de Mary Westmacott :
- Musique barbare (Giant's Bread, 1930)
- Portrait inachevé (Unfinished Portrait, 1934)
- Loin de vous ce printemps (Absent in the Spring, 1944)
- L'If et la Rose (The Rose and the Yew Tree, 1948)
- Ainsi vont les filles (A Daughter's a Daughter, 1952) novélisation de la pièce inédite du même nom
- Le Poids de l'amour (The Burden, 1956)

#### Roman coécrit
- L'Amiral flottant (The Floating Admiral, 1931), coécrit avec Dorothy L. Sayers et certains autres membres du Detection Club.

#### Autobiographies
- Dis-moi comment tu vis (Come, Tell Me How You Live, 1946)
Réédité sous le titre La Romancière et l'Archéologue : mes aventures au Moyen-Orient (Come, Tell Me How You Live: An Archaeological Memoir).
- Une autobiographie (An Autobiography, 1977)
Publié à titre posthume.

#### Recueils de poèmes
- The Road of Dreams (1925)
- Poems (1973)

#### Autre
- Star Over Bethlehem (1965), recueil mixte de poèmes et nouvelles

## Adaptations de son œuvre

### Au théâtre
- 1928 : Alibi, adaptation par Michael Morton du roman Le Meurtre de Roger Ackroyd (1926) ;
- 1932 : The Wasp's Nest, adaptation par Agatha Christie de la nouvelle Le Guêpier (1928). La pièce ne sera finalement pas représentée en 1932, mais jouée en direct à la télévision en 1937[86] ;
- 1932 : The Stranger, adaptation par Agatha Christie de la nouvelle Philomel Cottage (1924) ;
- 1934 : Someone at the window, adaptation par Agatha Christie de la nouvelle L'Arlequin mort (1929) ;
- 1936 : Love from a Stranger, adaptation par Frank Vosper de la pièce de théâtre inédite The Stranger (1932)[87] ;
- 1940 : La Maison du péril (Peril at End House), adaptation par Arnold Ridley du roman La Maison du péril (1932) ;
- 1943 : Dix Petits Nègres (Ten Little Niggers/Ten Little Indians), adaptation par Agatha Christie de son roman Dix Petits Nègres (1939) ;
- 1944 : Mort sur le Nil (Death on the Nile [UK] ou Hidden Horizon [US]), adaptation par Agatha Christie du roman Mort sur le Nil (1937) ;
- 1945 : Rendez-vous avec la mort (Appointment with Death), adaptation par Agatha Christie du roman Rendez-vous avec la mort (1938) ;
- 1945 : L'Heure zéro (Towards Zero, adaptation par Agatha Christie de son roman L'Heure zéro ; une seconde adaptation par Gerald Verner sera faite quelques années plus tard[88] ;
- 1949 : L'Affaire Protheroe (Murder at the Vicarage), adaptation par Moie Charles et Barbara Toy du roman L'Affaire Protheroe (1930) ;
- 1951 : Le Vallon (The Hollow), adaptation par Agatha Christie de son roman Le Vallon (1946) ;
- 1952 : La Souricière (The Mousetrap), adaptation par Agatha Christie de sa nouvelle Trois Souris (1948). C'est la pièce qui totalise actuellement le plus grand nombre de représentations consécutives au monde, plus de 23 000 depuis sa création dans le West End de Londres.
- 1953 : Témoin à charge (The Witness for the Prosecution), adaptation par Agatha Christie de sa nouvelle Témoin à charge (1925) ;
- 1956 : L'Heure zéro (Towards Zero), adaptation par Gerald Verner du roman L'Heure zéro (1944) ; bien que créditée comme co-adaptatrice de l'œuvre, Agatha Christie ne participa pas à cette dramatisation[89] ;
- 1956: Ainsi vont les filles, pièce de théâtre écrite dans les années 1930, publiée sous forme de roman en 1952 ; la pièce est légèrement remaniée en vue de sa représentation en 1956[90] ;
- 1960 : Go Back for Murder, adaptation par Agatha Christie du roman Cinq Petits Cochons (1943) ;
- 1977 : Un meurtre sera commis le… (A Murder is Announced), adaptation par Leslie Darbon du roman Un meurtre sera commis le... (1950) ;
- 1981 : Cartes sur table (Cards on the Table), adaptation par Leslie Darbon du roman Cartes sur table (1933) ;
- 1993 : Un meurtre est-il facile ? (Murder Is Easy), adaptation (non publiée) par Clive Exton du roman Un meurtre est-il facile ? (1939) ;
- 2003 : Le Secret de Chimneys (Chimneys), adaptation de 1931 par Agatha Christie de son roman Le Secret de Chimneys (1925) ;
- 2003 : Devinez qui ?, adaptation par Sébastien Azzopardi du roman Dix Petits Nègres (1939).

### Au cinéma
- 1928 : The Passing of Mr. Quin, réalisé par Julius Hagen et Leslie S. Hiscott, d'après L'Arrivée de Mr Quinn ;
- 1929 : Die Abenteurer G.m.b.H., réalisé par Fred Sauer, d'après Mr Brown ;
- 1931 : Alibi, réalisé par Leslie S. Hiscott, d'après Alibi ;
- 1931 : Black Coffee, réalisé par Leslie S. Hiscott, d'après Black Coffee ;
- 1932 : Le Coffret de laque, réalisé par Jean Kemm, d'après Black Coffee ;
- 1934 : Lord Edgware Dies, réalisé par Henry Edwards, d'après Le Couteau sur la nuque ;
- 1937 : L'Étrange Visiteur (Love from a Stranger), réalisé par Rowland V. Lee, d'après Love from a Stranger ;
- 1945 : Dix Petits Indiens (And Then There Were None), réalisé par René Clair, d'après Dix Petits Nègres ;
- 1947 : L'Amour d'un inconnu (Love from a Stranger), réalisé par Richard Whorf, d'après Love from a Stranger ;
- 1957 : Témoin à charge (Witness for the Prosecution), réalisé par Billy Wilder ;
- 1960 : The Spider's Web, réalisé par Godfrey Grayson, d'après La Toile d'araignée ;
- 1962 : Le Train de 16 h 50 (Murder She Said), réalisé par George Pollock ;
- 1963 : Meurtre au galop (Murder at the Gallop), réalisé par George Pollock, d’après Les Indiscrétions d'Hercule Poirot ;
- 1964 : Lady détective entre en scène (Murder Most Foul), réalisé par George Pollock, d’après Mrs McGinty est morte ;
- 1964 : Passage à tabac (Murder Ahoy), réalisé par George Pollock, sur un scénario original ;
- 1965 : Les Dix Petits Indiens (Ten Little Indians), réalisé par George Pollock, d'après Dix Petits Nègres ;
- 1966 : ABC contre Hercule Poirot (The Alphabet Murders), réalisé par Frank Tashlin ;
- 1972 : Endless Night, réalisé par Sidney Gilliat, d'après La Nuit qui ne finit pas ;
- 1973 : Dhund, réalisé par Baldev Raj Chopra, d'après Le Visiteur inattendu ;
- 1974 : Dix Petits Nègres (And Then There Were None), réalisé par Peter Collinson ;
- 1974 : Le Crime de l'Orient-Express (Murder on the Orient Express), réalisé par Sidney Lumet ;
- 1978 : Mort sur le Nil (Death on the Nile), réalisé par John Guillermin ;
- 1979 : Le miroir se brisa (The Mirror Crack'd), réalisé par Guy Hamilton ;
- 1982 : Meurtre au soleil (Evil Under the Sun), réalisé par Guy Hamilton, d’après Les Vacances d'Hercule Poirot ;
- 1983 : Le Secret des merles noirs (Тайна чёрных дроздов), réalisé par Vadim Derbenyov, d’après Une poignée de seigle ;
- 1984 : Témoin indésirable (Ordeal by Innocence), réalisé par Desmond Davis ;
- 1985 : Kiken na onnatachi, réalisé par Yoshitarō Nomura, d'après Le Vallon ;
- 1987 : Desyat negrityat, réalisé par Stanislav Govoroukhine, d'après Dix Petits Nègres ;
- 1987 : Rendez-vous avec la mort (Appointment with Death), réalisé par Michael Winner ;
- 1989 : Tarka, réalisé par Sunil Kumar Desai, d'après Le Visiteur inattendu ;
- 1989 : Zagadka Endkhauza, réalisé par Vadim Derbenyov, d'après La Maison du péril ;
- 1989 : Ten Little Indians, réalisé par Alan Birkinshaw, d'après Dix Petits Nègres ;
- 1995 : Suspicions, réalisé par Michael Sperrazza, d'après Dix Petits Nègres ;
- 2003 : Shubho Mahurat, réalisé par Rituparno Ghosh, d'après Le miroir se brisa ;
- 2004 : Mon petit doigt m'a dit..., réalisé par Pascal Thomas ;
- 2007 : L'Heure zéro, réalisé par Pascal Thomas ;
- 2008 : Le Grand Alibi, réalisé par Pascal Bonitzer, d'après Le Vallon ;
- 2008 : Le crime est notre affaire, réalisé par Pascal Thomas, d'après Le Train de 16 h 50 ;
- 2012 : Associés contre le crime, réalisé par Pascal Thomas, sur un scénario original[note 3] ;
- Trilogie de Kenneth Branagh :
  - 2017 : Le Crime de l'Orient-Express, réalisé par Kenneth Branagh, d'après Le Crime de l'Orient-Express
  - 2022 : Mort sur le Nil, réalisé Kenneth Branagh, d'après Mort sur le Nil
  - 2023 : A Haunting in Venice, réalisé Kenneth Branagh, d'après La Fête du potiron

### À la télévision

#### Téléfilms
- 1949 : Ten Little Niggers, réalisé par Kevin Sheldon, d'après Dix Petits Nègres ;
- 1949 : Witness for the Prosecution, réalisé par John Glyn-Jones, d'après Témoin à charge ;
- 1950 : The Golden Ball, épisode (2.18) de la série Fireside Theater (en), d'après La Boule rouge ;
- 1950 : Murder on the Nile, épisode (3.43) de la série Kraft Television Theatre (en), d'après Mort sur le Nil ;
- 1950 : The Case of the Missing Lady, épisode (1.12) de la série Nash Airflyte Theatre, d'après La Femme disparue ;
- 1952 : The Red Signal, épisode (4.19) de la série Suspense, d'après Le Signal rouge ;
- 1953 : Witness for the Prosecution, épisode (3.55) de la série Lux Video Theatre (en), d'après Témoin à charge ;
- 1954 : Die Fuchsjagd, réalisé par Werner Simon, d'après Trois Souris ;
- 1955 : Musefælden, réalisé par Svend Aage Lorentz, d'après Trois Souris ;
- 1956 : A Murder Is Announced, épisode (6.5) de la série Goodyear Television Playhouse (en), d'après Un meurtre sera commis le... ;
- 1959 : Ten Little Indians, réalisé par Paul Bogart, d'après Dix Petits Nègres ;
- 1962 : Hercule Poirot, épisode (10.27) de la série General Electric Theater, d'après La Disparition de M. Davenheim ;
- 1969 : Zehn kleine Negerlein, réalisé par Hans Quest, d'après Dix Petits Nègres ;
- 1970 : Mord im Pfarrhaus, réalisé par Hans Quest, d'après L'Affaire Protheroe ;
- 1973 : Black Coffee, réalisé par Claus Peter Witt ;
- 1980 : L'ospite inatteso, réalisé par Daniele D'Anza, d'après Le Visiteur inattendu ;
- 1980 : Why Didn't They Ask Evans ?, réalisé par John Davies et Tony Wharmby, d'après Pourquoi pas Evans ? ;
- 1981 : Seven Dials Mystery, réalisé par Tony Wharmby, d'après Les Sept Cadrans ;
- 1982 : Un meurtre est-il facile ? (Murder Is Easy), réalisé par Claude Whatham ;
- 1982 : Witness for the Prosecution, réalisé par Alan Gibson, d'après Témoin à charge ;
- 1982 : Spider's Web, réalisé par Basil Coleman, d'après La Toile d'araignée ;
- 1983 : Le Major parlait trop (A Caribbean Mystery), réalisé par Robert Michael Lewis ;
- 1983 : Meurtre au champagne (Sparkling Cyanide), réalisé par Robert Michael Lewis ;
- 1983 : Mr Brown (The Secret Adversary), réalisé par Tony Wharmby ;
- 1985 : Jeux de glaces (Murder with Mirrors), réalisé par Dick Lowry ;
- 1985 : Le Couteau sur la nuque (Thirteen at Dinner), réalisé par Lou Antonio ;
- 1986 : Meurtre en trois actes (Murder in Three Acts), réalisé par Gary Nelson ;
- 1987 : Poirot joue le jeu (Dead Man's Folly), réalisé par Clive Donner ;
- 1989 : L'Homme au complet marron (The Man in the Brown Suit), réalisé par Alan Grint ;
- 1997 : Le Cheval pâle (The Pale Horse), réalisé par Charles Beeson ;
- 2001 : Le Crime de l'Orient-Express (Murder on the Orient Express), réalisé par Carl Schenkel ;
- 2003 : Meurtre au champagne (Sparkling Cyanide), réalisé par Tristram Powell ;
- 2006 : Uso o tsuku shitai, réalisé par Ryûichi Inomata, d'après Le Train de 16 h 50.
- 2017 : La Maison biscornue (Crooked House), réalisé par Gilles Paquet-Brenner, d'après La Maison biscornue

#### Séries télévisées
- 1982 : Agatha Christie (The Agatha Christie Hour) (série britannique) ;
- 1983 - 1984 : Le crime est notre affaire (Agatha Christie's Partners in Crime) (série britannique) ;
- 1984 - 1992 : Miss Marple (série britannique) ;
- 1989 - 2013 : Hercule Poirot (série britannique) ;
- 2002 : Neudacha Puaro (Неудача Пуаро), réalisé par Sergei Ursuliak, d'après Le Meurtre de Roger Ackroyd ;
- 2004 : Agatha Christie's Great Detectives Poirot and Marple (アガサ·クリスティーの名探偵ポワロとマープル) (série animée japonaise) ;
- 2004 - 2013 : Miss Marple (série britannique) ;
- 2006 : Petits Meurtres en famille (mini-série française) ;
- 2009 - 2024: Les Petits Meurtres d'Agatha Christie (série française) ;
- 2015 : Agatha Christie : Dix Petits Nègres (And Then There Were None) (mini-série britannique) ;
- 2015 : Associés contre le crime (Partners in Crime) (mini-série britannique).
- 2016 : Témoin à charge (The Witness for the Prosecution) (mini-série britannique).
- 2018 : Témoin indésirable (Ordeal by Innocence) (mini-série britannique).
- 2018 : ABC contre Poirot (The ABC Murders) (mini-série britannique).
- 2020 : The Pale Horse (mini-série britannique).
- 2020 : Ils étaient dix (mini-série française).

### En bande dessinée
De 1995 à 1997, les éditions Claude Lefrancq sortent 5 albums dans la collection « Le Masque présente Agatha Christie », adaptés des romans de la reine du crime.
À partir de 2002, Emmanuel Proust Éditions rééditent ces cinq albums et poursuivent la collection « Agatha Christie » avec des inédits, portant celle-ci à 24 albums au début 2014.
En 2017, les Éditions Paquet créent une collection Agatha Christie, qui compte cinq titres en septembre 2019 :
- 2017 : Hercule Poirot - Le Crime de l'Orient-Express
- 2017 : Miss Marple - Un cadavre dans la bibliothèque
- 2017 : Les Beresford - Mister Brown
- 2019 : Hercule Poirot - Rendez-vous avec la mort
- 2019 : Hercule Poirot - Mort sur le Nil

### En jeu vidéo
- Agatha Christie, série de jeux d'aventure en point and click édités par The Adventure Company :
  - 2005 : Agatha Christie : Devinez qui ? (PC et Wii) ;
  - 2006 : Agatha Christie : Le Crime de l'Orient-Express (PC) ;
  - 2007 : Agatha Christie : Meurtre au soleil (PC) ;
  - 2009 : Agatha Christie: The ABC Murders (Nintendo DS) ;
- 2009 : Agatha Christie : Mort sur le Nil, jeu d'objets cachés édité par JoWooD Entertainment (PC) ;
- 2009 : Agatha Christie : La Maison du Péril, jeu d'objets cachés édité par The Adventure Company (PC) ;
- 2009 : Agatha Christie : Dead Man’s Folly, jeu d'objets cachés édité par The Adventure Company (PC) ;
- 2010 : Agatha Christie : 4:50 from Paddington, jeu d'objets cachés édité par The Adventure Company (PC) ;
- 2016 : Agatha Christie: The ABC Murders, jeu d'aventure en pointer-et-cliquer édité par Microïds (PC, PS4, Xbox One et Mac).

### Novélisations des pièces
Charles Osborne a novélisé trois pièces de théâtre d'Agatha Christie :
- Black Coffee (1998, d'après la pièce éponyme créée en 1930) ;
- Le Visiteur inattendu (The Unexpected Guest) (1999, d'après la pièce éponyme créée en 1958) ;
- La Toile d'araignée (Spider's Web) (2000, d'après la pièce éponyme créée en 1954).

## Livres audio en français
- Recueils de nouvelles mettant en scène Miss Marple :
  - Miss Marple (1), lu par Michael Lonsdale, Éditions Thélème, Paris, 2004, 1 CD.
  - Miss Marple (2), lu par Michael Lonsdale, Éditions Thélème, Paris, 2004, 1 CD.
  - Miss Marple (3), lu par Guillaume Gallienne, Éditions Thélème, Paris, 2004, 1 CD.
  - Miss Marple (4), lu par Xavier Gallais, Éditions Thélème, Paris, 2005, 1 CD.
  - Miss Marple (5), lu par Gabrièle Valensi, Éditions Thélème, Paris, 2005, 1 CD.
  - Miss Marple (6), lu par Thierry Hancisse, Éditions Thélème, Paris, 2005, 1 CD.
- Romans mettant en scène Hercule Poirot :
  - Le Meurtre de Roger Ackroyd, lu par Guillaume Gallienne, Éditions Thélème, Paris, 2004, 3 CD.
  - Meurtre en Mésopotamie, lu par Guillaume Gallienne, Éditions Thélème, Paris, 2004, 3 CD.
  - Mort sur le Nil, lu par Guillaume Gallienne, Éditions Thélème, Paris, 2004, 3 CD.
  - Le Crime de l'Orient-Express, lu par Denis Podalydès, Éditions Thélème, Paris, 2004.
  - La Mystérieuse Affaire de Styles, lu par Françoise Gillard, Éditions Thélème, Paris, 2004, 3 CD.
  - Cartes sur table, lu par Denis Podalydès, Éditions Thélème, Paris, 2005, 3 CD.
- Autres romans :
  - Dix Petits Nègres lu par Michael Lonsdale, Éditions Thélème, Paris, 2004, 3 CD.
  - L'Homme au complet marron, lu par Michel Vuillermoz, Éditions Thélème, Paris, 2004, 3 CD.
  - Destination inconnue, lu par Jean-Baptiste Malartre, Éditions Thélème, Paris, 2005, 3 CD.

## Pièces radiophoniques en français
- Le Meurtre de Roger Ackroyd, avec Henri Crémieux dans le rôle d'Hercule Poirot ; adaptation de Jean Cosmos ; production artistique : Germaine Beaumont et Pierre Billard ; diffusion le 22/10/1957 sur la Chaîne Parisienne (RTF), dans la collection « Les Maîtres du mystère ».
- La Plume empoisonnée, avec Denise Gence dans le rôle de Miss Marple ; adaptation d'Hélène Misserly ; production artistique : Germaine Beaumont et Pierre Billard ; diffusion le 25/11/1958 sur la Chaîne Parisienne (RTF), dans la collection « Les Maîtres du mystère ».

## Documentaires
- L'émission Secrets d'histoire sur France 2 du 2 novembre 2017, intitulée Agatha Christie : l'étrange reine du crime, lui était consacrée[91].
- Agatha Christie - La reine du crime, documentaire d'André Schäfer, disponible du 2 mai 2021 au 31 mai 2021 sur arte.tv, 2017, 52 minutes.

## Mémoriaux

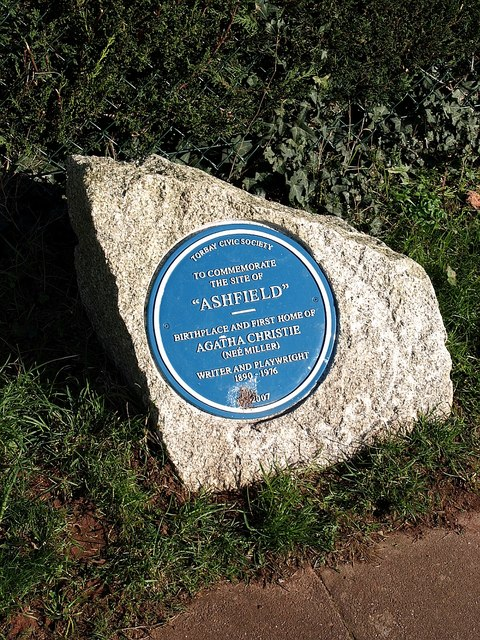
Blue plaque commémorant le lieu de naissance et d'enfance d'Agatha, la maison victorienne d'« Ashfield » à Torquay, détruite en 1962.

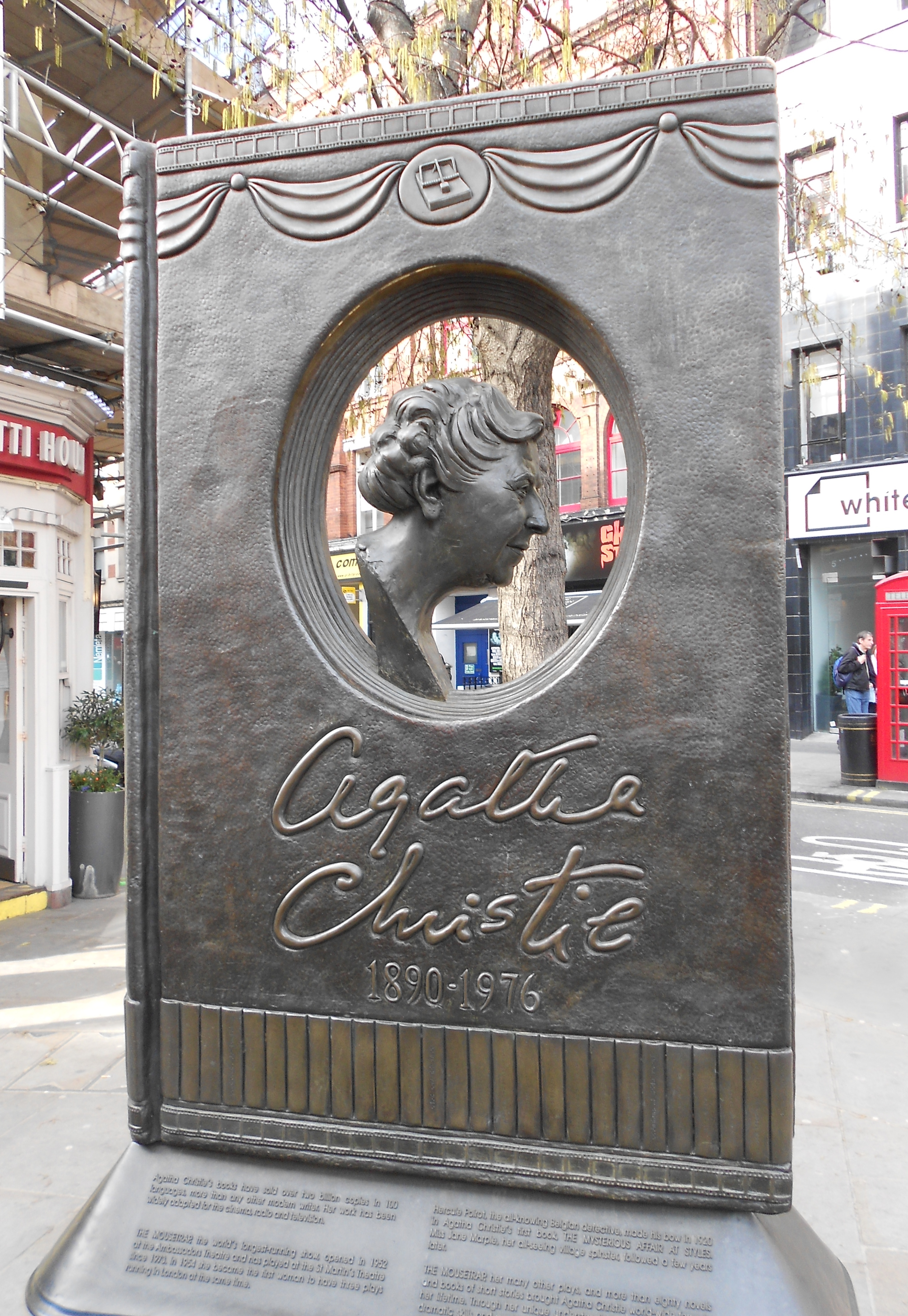
Mémorial Agatha Christie à Londres (2013)

### Torquay
Pour célébrer le centenaire de la naissance d'Agatha Christie à Torquay (Devon), un buste en bronze à son effigie a été érigé en 1990 sur Palk Street. Créé par la sculptrice néerlandaise Carol Cairns (nl), il a été dévoilé en présence de Rosalind Hicks, la fille d'Agatha Christie.
À l'initiative de la Torbay Civic Society, une plaque commémorative (blue plaque) a été posée en 2007 à l'emplacement de son ancienne maison d'enfance Ashfield sur Barton Road.

### Londres
Le mémorial Agatha Christie (en) est situé à l'intersection de Cranbourn Street et Great Newport Street près de St Martin's Cross près de Covent Garden, à Londres. L'idée de créer ce mémorial est venue et a été mise en œuvre par le petit-fils de Christie, Mathew Prichard. Le monument a été dévoilé le 25 novembre 2012 pour commémorer le soixantième anniversaire de la pièce de théâtre La souricière.